# ルンナ姫放浪記
ルンナ姫放浪記（ルンナひめほうろうき）は、横山えいじによる漫画作品。SFパロディ漫画。『S-Fマガジン』（早川書房）にて1990年8月号から1998年2月号まで連載された（原則として各号2話掲載、 No. 100 と No. 185 （最終回）を除き1ページ漫画）。本編は全185話。他に、同誌1993年8月臨時増刊号「恐竜王国」に掲載された番外編「サウロロフスの真相」がある。
単行本は早川書房より全1巻。1999年、第30回星雲賞コミック部門受賞。

## 製作背景
作者によると「宇宙あんみつ姫」風になるはずであったが、少し違ったという。

## あらすじ
白馬星の王女「ルンナ姫」（主人公）が、両親のだらしなさに呆れて家出をし、様々な惑星を冒険し、宇宙人たちと出会う。1話完結型の話である。

## 登場人物
ルンナ姫
主人公。白馬星の王女。父は宇宙将軍バクルベ十八世。母ののぶ江はカルチャーセンターの講師と駆け落ちして行方不明。本人は地球人型の宇宙人であり、両親とは全く似ていないどころか同じ生物にすら見えないが、その秘密は最終回で明らかにされる（作者によれば、そのうち誰かが指摘するだろうと思っていたら何も言われなかったので、最終回でルンナ姫本人に気づかせることにしたという）。茶坊主ロボットのススム君、家老の三太夫、情報屋の伝吉（No. 18 から登場）と一緒に宇宙船であてのない旅をしている。わがままで悪戯好きであり、遊び半分で海賊行為や惑星侵略などをもくろんだりするトラブルメーカー。通販好きで、よく通販や夜店で怪しげなアイテムを買い込んでいる。
三太夫（さんだゆう）
白馬星の家老。一度死んだが、忠誠心のあまりゾンビとして復活した。のちに、ゾンビ化の原因はルンナ姫の悪戯であったことが判明する。地縛霊になることもできる。家出したルンナ姫を連れ戻そうとするが、うやむやのうちに姫に同行することになる。ゾンビながら理性はしっかりとしており、常識人のツッコミ役。「すでに死んでいるから何があっても平気」という理由で、ルンナ姫からはいいように扱われている。
ススム君
ルンナ姫一行に同行する茶坊主ロボット。年齢不明で、誰にも使い方がわからない。ロボット工学三原則はついていない。 No. 56 で、反乱を起こした宇宙船のコンピュータの代わりに宇宙船の操作権をにぎる。以後、ススム君の気まぐれで旅を続けることになるが、彼にはある目的があったことが最終回間際に明らかにされる。
『マンスリー・プラネット』以来、横山の『S-Fマガジン』連載作品には必ず登場しているロボットで、顔は鉄人28号の顔に鉄腕アトムのそり込みを組み合わせたものであり、名前はまぼろし探偵の本名（富士進）に由来する。
伝吉（でんきち）
情報屋。 No. 18 からルンナ姫一行に加わる。単眼で、羽のない蚊のような姿をした宇宙人。対象の脳と一緒に情報を吸い取る能力を持つ。基本的には三太夫と一緒にツッコミ役に回ることが多い。
オズマ先生
ルンナ姫の家庭教師。放浪中のルンナ姫にたびたび講義のビデオを送ってくる。お家乗っ取りをたくらんでいるらしいが、登場するたびに必ずロト星人に襲われるため何もできずにいる。
おかしら
ひそかに宇宙将軍の座を狙いルンナ姫暗殺をもくろんでいる、覆面頭巾をかぶった謎の男。作中では素顔をさらしたことはないが、目はオズマ先生とそっくりであり、やはり登場するたびに必ずロト星人に襲われるため何もできずにいる。オズマ先生本人であるかのような描写が度々あるが、実際に同一人物かどうかは最後まで明らかにされなかった。作者によれば、同一人物以外にも様々なパターンを考えたが、結局決められなかったという。
ロト星人
頭に直接四本の足が生えた形をした宇宙人。ロト語しか通じない上、特定の人物に対して凶暴化する性質を持つ。極めて丈夫な上にあらゆる毒にも強く、殺そうとしてもなかなか死なない。
ドクター・アダチ
No. 44 で初登場。その手にかかった者は必ず病人にされるという、伝説のヤブ医者。強引に手術を始めては、たいていの場合事態を悪化させる。名前はK・W・ジーターの小説『ドクター・アダー』から。

## 収録作品
単行本には以下の作品が併録されている。
- サウロロフスの真相 - 『S-Fマガジン』1993年8月臨時増刊号「恐竜王国」。
- オズマ・ホームズ事件簿
  - ホームズ君のきみが犯人だ! - 『ミステリマガジン』1987年9月号。
  - ホームズ君の依頼人をさがせ! - 『ミステリマガジン』1995年2月号。

「サウロロフスの真相」はルンナ姫一行の登場する番外編。また「オズマ・ホームズ事件簿」にはオズマ先生と同じ顔のホームズが登場するが、作者によればオズマ先生と同一人物らしく、単行本では「オズマ先生主演漫画」とされている。

## 書誌情報
- 横山えいじ『ルンナ姫放浪記』早川書房〈単行本〉、1998年1月発行[8]、ISBN 4-15208135X